# リソース (工作艦)
リソース（HMS Resource, F79）はイギリス海軍の工作艦。艦名は「富」や「源泉」などの意。「リソース」の名を持つ艦としては2代目。

## 艦歴
「リソース」はバロー＝イン＝ファーネスのヴィッカース・アームストロングで1927年8月に起工、1928年11月27日に進水した。
「リソース」の要目は基準排水量12,300トン、全長160メートル、最大速力15ノット、主武装は4インチ単装高角砲4基である。艦内に優れた修理・工作設備を備え、艦中央部には30トン大型クレーンが設けられていたほか、良好な水雷防御も備えていた。
1939年9月の第二次世界大戦勃発後は地中海のマルタ島へ展開し、艦隊の支援任務にあたった。1940年に一時的にフリータウンへ派遣されたが、同年中に地中海へ戻り、引き続き1941年から1943年までアレキサンドリアを拠点に地中海艦隊で艦艇の修理・整備活動を続けた。
1944年に「リソース」は東洋艦隊へ配備されることになった。翌1945年4月にイギリス太平洋艦隊へ移籍後は、工作艦「アーティフェクス」と駆逐艦母艦「タイン」（HMS Tyne, F24）と共にフィリピンのレイテ島を拠点にして、アイスバーグ作戦に伴う先島諸島の日本軍飛行場への空襲を行うイギリス太平洋艦隊艦艇の支援を実施した。
1945年6月からはマヌス島で艦隊の訓練支援や宿泊任務に就く。日本の降伏後、「リソース」はイギリス本国へ帰還し、退役する1951年まで予備役に置かれた。「リソース」は1953年に廃棄リストに載り、スクラップとしてT・W・ワード社の手で解体されるためBISCOへ売却された。その後曳航された「リソース」の艦体は、翌1954年2月にインヴァーカイシングの解体地へ到着した。
後に「リソース」の艦名は、イギリス海軍補助艦隊のリソース級給兵艦一番艦「リソース」（RFA Resource, A480）に受け継がれた。

## その他
- 「リソース」は乗員から、艦名を捩った「リモース」（Remorse = 後悔）という愛称を与えられていた。作家のドン・H・ケネディは「工作艦『リソース』（Repair ship Resource）は絶望艦『リモース』（Despair ship Remorse）になった」と記している。[3]